# Hervé Guibert
Hervé Guibert (14 de desembre de 1955 – 27 de desembre de 1991) fou un escriptor i fotògraf francès. Autor de nombroses novel·les i estudis autobiogràfics, va tenir un paper important en el canvi de postura del públic francès pel que fa a la sida. Era un amic de Michel Foucault.

## Primers anys i carrera
Nascut a Saint-Cloud (Alts del Sena) en una família de classe mitjana, va passar els seus primers anys a París i es va traslladar a La Rochelle des de 1970 fins a 1973. Després de treballar com a director de cinema i actor, va optar per la fotografia i el periodisme. El 1978 va aconseguir un lloc de treball a Le Monde i va publicar el seu segon llibre, Les aventures singulières, publicat per Les Éditions de Minuit. El 1984 Guibert va compartir mb Patrice Chéreau un César al millor guió original per a L'homme blessé. Guibert havia conegut Chéreau en la dècada de 1970, durant els seus anys de teatre.
L'estil d'escriptura de Guibert es va inspirar en l'escriptor francès Jean Genet. Tres dels seus amants van ocupar un lloc important en la seva vida i obra: Thierry Jouno, director d'un institut per a cecs a qui va conèixer el 1976, i que va dur a la seva novel·la Des aveugles; Michel Foucault, que va conèixer el 1977, i Vincent Marmousez, un adolescent de quinze anys que va inspirar la seva novel·la Fou de Vincent.
El gener de 1988 Guibert va ser diagnosticat amb sida. El juny de l'any següent, es va casar amb Christine, el company de Thierry Jouno, de manera que els seus ingressos dels seus drets passarien eventualment a ella i als seus dos fills. El 1990, Guibert va revelar públicament el seu estat respecte al sida en la seva roman à clef À l'ami qui ne m'a pas sauvé la vie. Guibert immediatament es va situar en el focus d'atenció dels mitjans, va aparèixer en els diaris i en diversos programes de televisió.
A continuació va escriure dos llibres més que també detallen el progrés de la seva malaltia: Le Protocole compassionnel i L'Homme au chapeau rouge (traduït en català com a L'home del barret vermell), que es van publicar pòstumament el gener de 1992; aquest mateix mes la televisió francesa projectarà La Pudeur ou l'impudeur, una pel·lícula improvisada de Guibert del seu últim any de batalla contra la sida. Gairebé cec a conseqüència de la malaltia, va intentar posar fi a la seva vida just abans del seu trenta-sisè aniversari i va morir dues setmanes després.
El 1992 es publicà pòstumament Le Paradis i el 2001, el dietari Le Mausolée des amants.

## Obra publicada
- La Mort propagande, R. Deforges, París, 1977
- Zouc par Zouc, Balland, (1978)
- Suzanne et Louise : roman-photo, Hallier, « Illustrations, » París, 1980
- L'Image fantôme, Éditions de Minuit, París, 1981
- Les Aventures singulières, Éditions de Minuit, París, 1982
- Les Chiens, Éditions de Minuit, París, 1982
- Voyage avec deux enfants, Éditions de Minuit, París, 1982
- Les Lubies d'Arthur, Éditions de Minuit, París, 1983
- L'homme blessé: scénario et notes, guió de Patrice Chéreau, Éditions de Minui], París, 1983
- Le Seul Visage, fotografies, Éditions de Minuit, París, 1984
- Des aveugles, Gallimard, París, 1985
- Mes parents, Gallimard, París, 1986, traduït com a Els meus pares per David Ilig, amb Club Editor Barcelona, 2014[2]
- "Vous m'avez fait former des fantômes", Gallimard, París, 1987
- Les Gangsters, Éditions de Minuit, París, 1988
- Mauve le Vierge: nouvelles, Gallimard, París, 1988
- L'Image de soi ou l'Injonction de son beau moment ?
- Fou de Vincent, Éditions de Minuit, París, 1989
- L'Incognito: roman, Gallimard, París, 1989
- À l'ami qui ne m'a pas sauvé la vie, Gallimard, París, 1990
- Le Protocole compassionnel, Gallimard, París, 1991
- La Mort propagande: et autres textes de jeunesse, R. Deforges, París, 1991
- Mon valet et moi: roman cocasse, Éditions du Seuil, París, 1991
- Vice, photographies de l'auteur, J. Bertoin, París, 1991
- L'Homme au chapeau rouge, Gallimard, París, 1992, traduït com a L'home del barret vermell per David Ilig, amb Club Editor, 2010[2]
- Cytomégalovirus, journal d'hospitalisation, Éditions du Seuil, París, 1992
- Le Paradis, Gallimard, París, 1992
- Photographies, Gallimard, París, 1993
- Vole mon dragon : théâtre, Gallimard, « Le manteau d'Arlequin », París, 1994
- La piqûre d'amour : et autres textes; suivi de La chair fraîche, Gallimard, París, 1994
- Enquête autour d'un portrait : sur Balthus, prefaci per Éric de Chassey, Les Autodidactes, París, 1997
- Lettres d'Égypte : du Caire à Assouan, 19.., fotografies de Hans Georg Berger, Actes Sud, «Voir et dire», Arles, 1995
- La photo, inéluctablement : recueil d'articles sur la photographie, 1977-1985, Gallimard, París, 1999
- Le Mausolée des amants: journal, 1976-1991, Gallimard, París, 2001
- Articles intrépides. 1977-1985, Gallimard, París, 2008
- Herve Guibert: Voices of the Self, Liverpool University Press, 1999